# آربوسینی
آربوسینی (به فرانسوی: Arbusigny) یک کمون در فرانسه است که در Canton of Reignier-Ésery واقع شده‌است. آربوسینی ۱۲٫۲۵ کیلومتر مربع مساحت دارد.